# Авизе
Авизе (итал. Avise) је насеље у Италији у округу Долина Аосте, региону Долина Аосте.
Према процени из 2011. у насељу је живело 63 становника. Насеље се налази на надморској висини од 794 м.

## Становништво
Према резултатима пописа становништва 2011. у општини је живело 348 становника.
| 1931. | 1936. | 1951. | 1961. | 1971. | 1981. | 1991. | 2001. | 2011. |
| ----- | ----- | ----- | ----- | ----- | ----- | ----- | ----- | ----- |
| 511   | 506   | 426   | 430   | 342   | 304   | 322   | 307   | 348   |